# Karl Bick (Politiker, 1896)
Karl Bick (* 29. Oktober 1896 in Winkel; † 17. Oktober 1949 in Arnsberg) war ein deutscher Gewerkschafter und kommunistischer Politiker. 
Karl Bick war Werkmeister und wurde während der Weimarer Republik hauptberuflicher Gewerkschaftssekretär. Als Mitglied der KPD war er von April bis Oktober 1946 Mitglied des ersten ernannten Kreistages des Kreises Arnsberg. Er war dort Vorsitzender des Wohlfahrtsausschusses und Mitglied des Erziehungs- und Schulwesensausschusses sowie des Finanzausschusses. In der ersten Ernennungsperiode des ernannten Landtages von Nordrhein-Westfalen war er dessen Mitglied.